# Ключ (замковий)

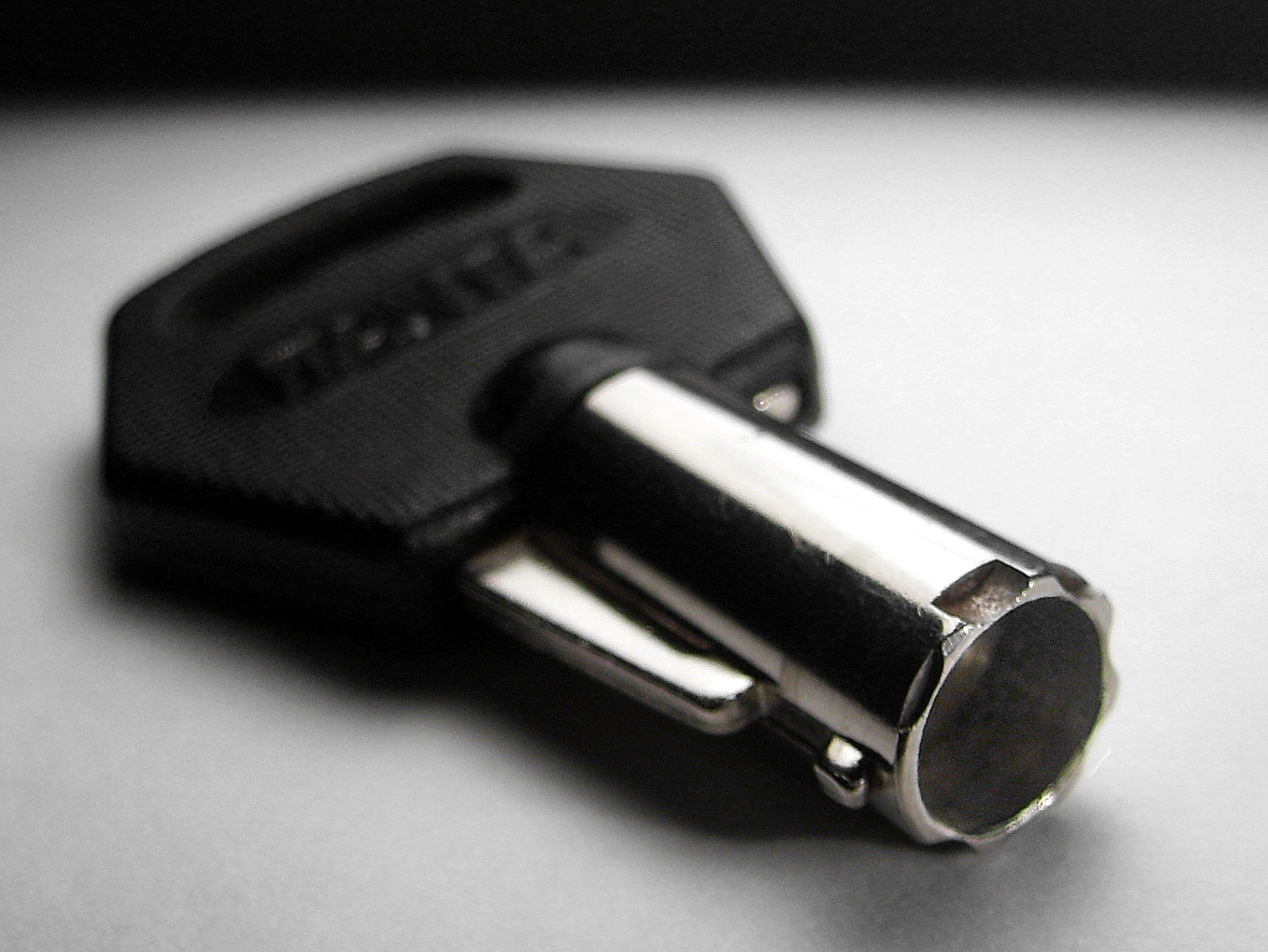
Приклад ключа

Ключ — інструмент для відкриття замків. Зазвичай ключ складається з двох частин: леза, яке вставляються у замкову щілину та ручки, яка дозволяє працювати з ключем. Зазвичай ключі виготовляють з металу (залізо, мідь), рідше з дерева чи пластику.
Слово ключ (прасл. *ključь) за походженням пов'язане з клюка, ключка і первісно означало «загнута на кінці палиця».

## Історія
Перші згадки про ключ з'явились у Новому Заповіті. У гробниці Рамсеса II був знайдений дерев'яний ключ. У Стародавній Греції був поширений замок, що замикали, тягнучи за прив'язану до засува мотузку, а відмикали довгим бронзовим ключем. Найпростіший ключ, що використовувався наприкінці XIX століття на території України, був відомий як «бганий ключ». Він мав вигляд рухомо зчленованих стрижнів, які могли переміщатися один відносно другого тільки в одній площині (як у складаного ножа, який також називався «бганим»), забезпечуючи жорсткість при повороті. Після того, як ключ був вставлений в отвір, його дистальний кінець («язик») опускався на зубці засува і чіпляючись за них, переміщав його в потрібний бік, коли треба було зачинити або відчинити двері. Ключ лавчастого замка був зубчастим, за його допомогою підіймали лавки, звільнювали засув і переміщали його вбік.
Ключі часто зображують на гербах. Найвідомішим гербом з ключами є герб Ватикану.

## Фотогалерея

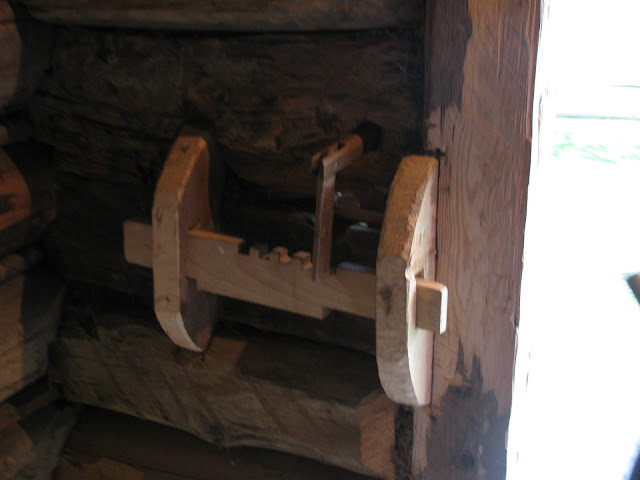
Примітивний замок з бганим ключем
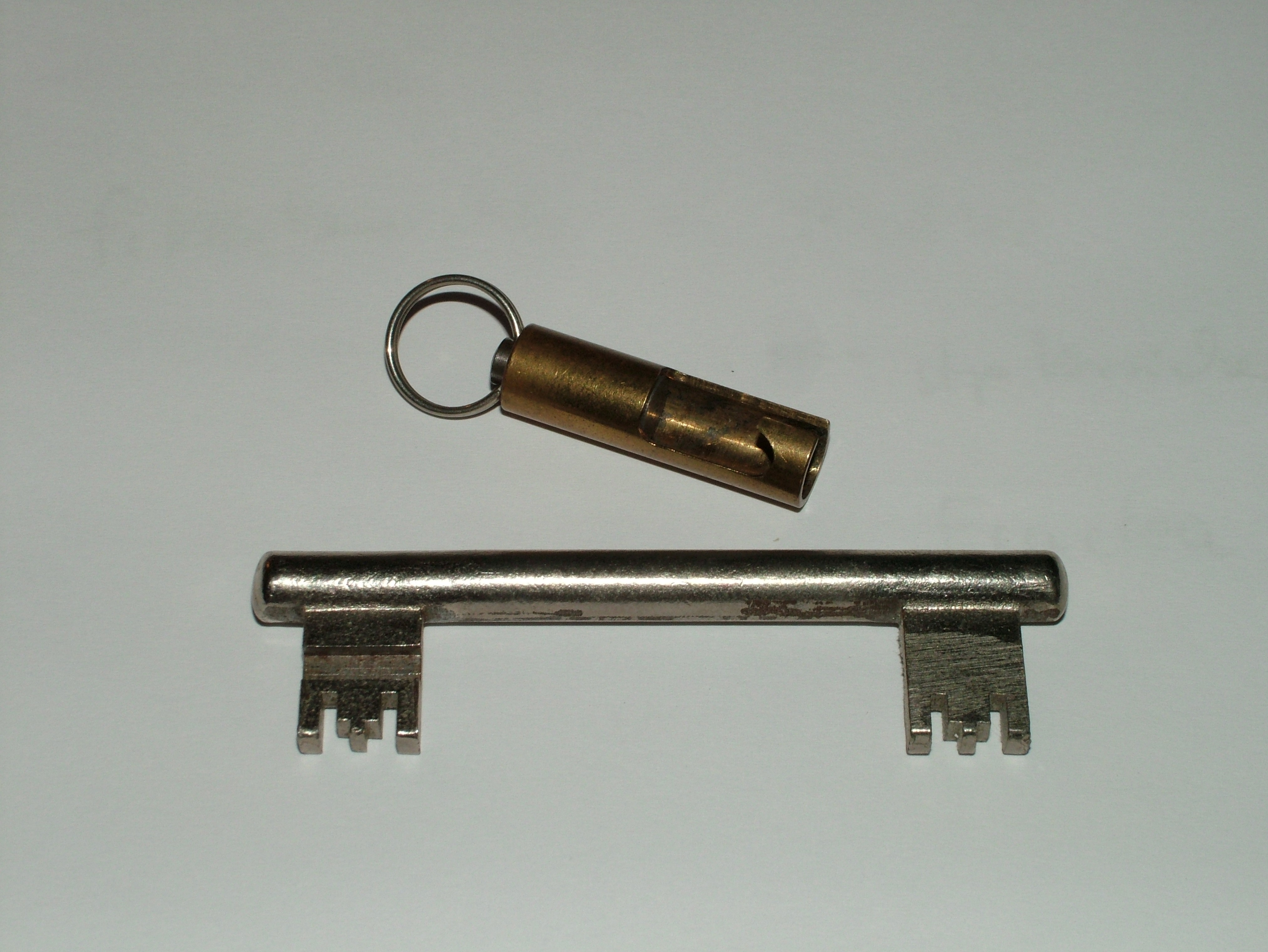
Берлінський ключ.
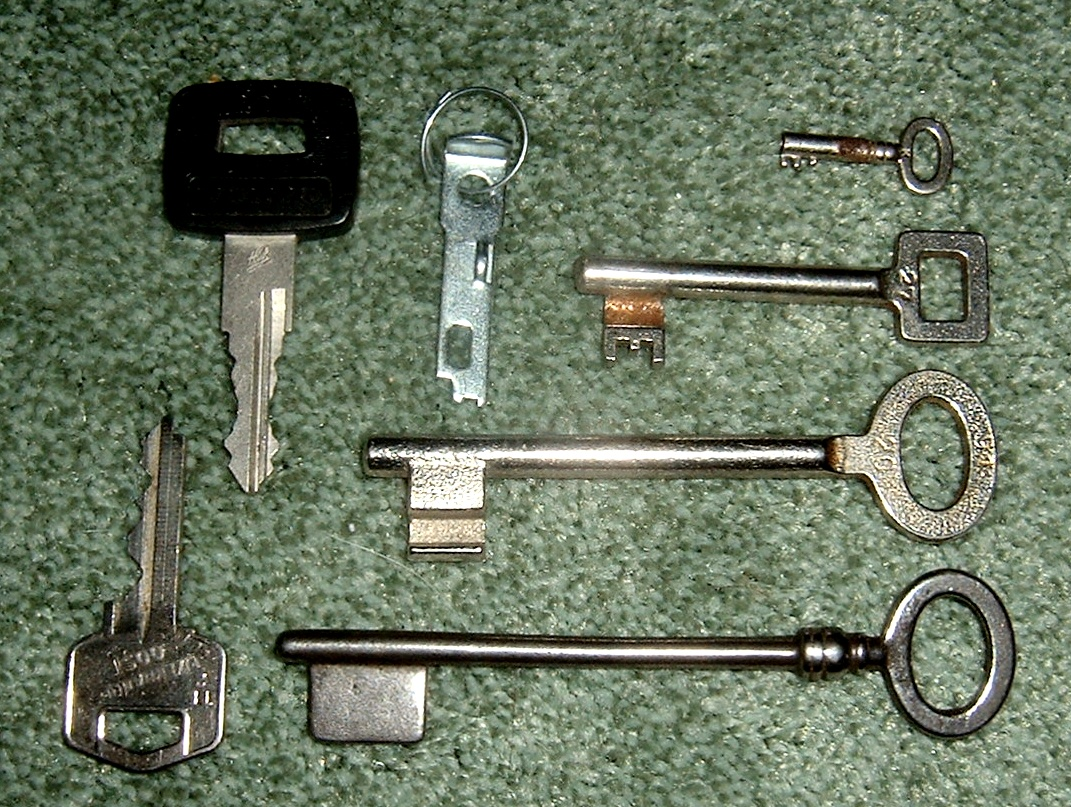
Різновиди ключів.
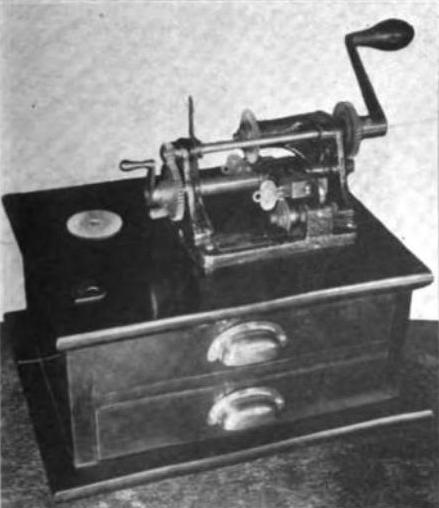
Верстат 1917 року для копіювання ключів.
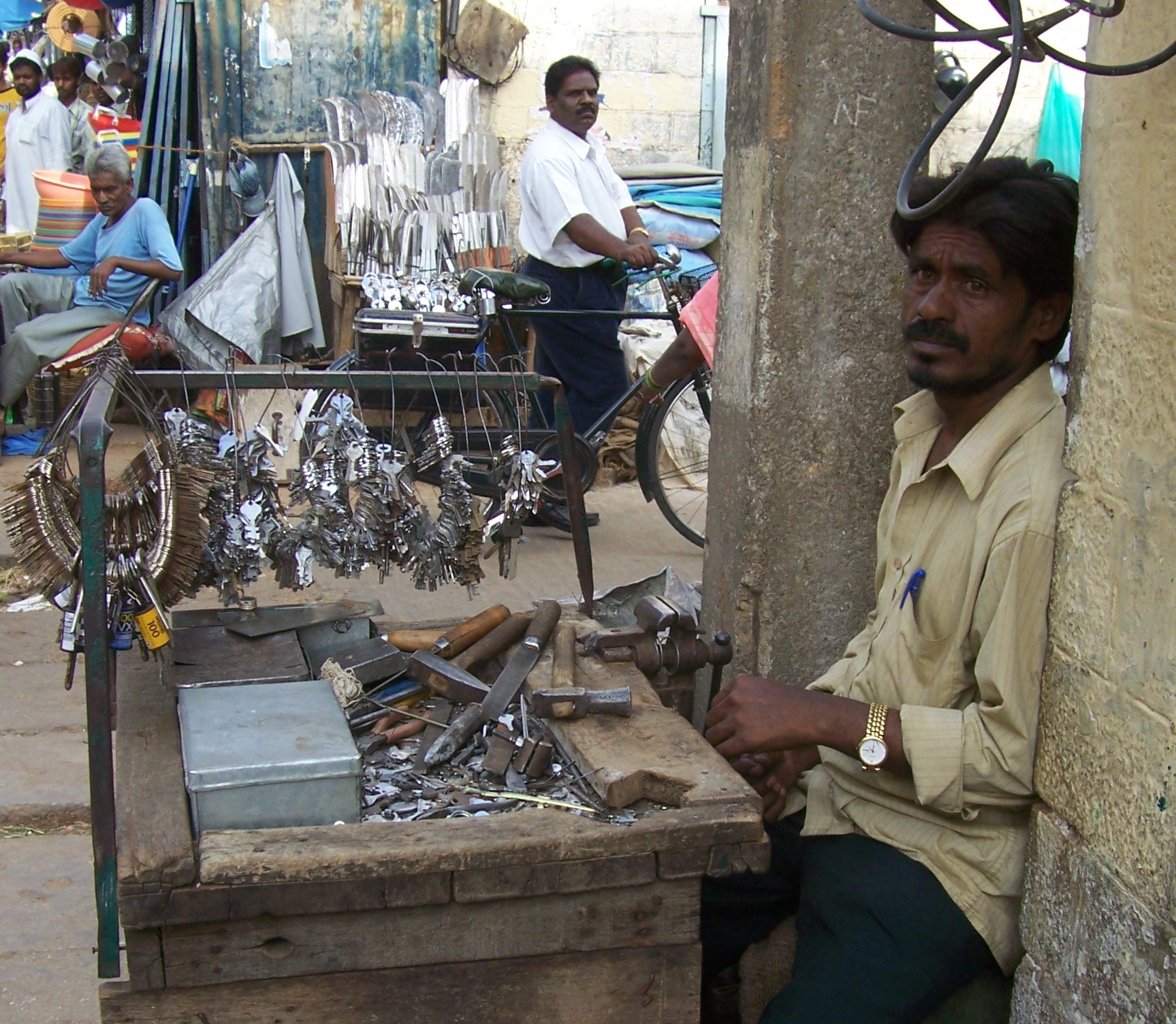
Майстер ключник. Бангалор.
Герб Ватикану.
Герб міста Зост.
Герб Порай-Ясеньчик.